# شبتاي دونولو
شبتاي دونولو (913 - 982) طبيب إيطالي، كتب في مجال الطب و علم الفلك من مواليد أوريا. عندما كان في الثانية عشرة من العمر كان سجيناً لدى العرب تحت قيادة أبو أحمد جعفر بين عبيد الفاطمي، و لكن أقاربه في أوترانتو افتدوه، في حين نقلت بقية عائلته إلى باليرمو و من هناك إلى شمال أفريقيا. التفت إلى الطب و التنجيم لكسب الرزق و درس علوم «الإغريق و العرب و البابليين و الهنود». و لعدم وجود يهود في ذلك الوقت مهتمين بما درس فإنه سافر في إيطاليا بحثاً عن علم غير اليهود. كما كان معلمه الخاص عربياً من بغداد. وفقاً لسيرة نيلوس الذاتية و هو رئيس دير من روسانو، مارس شبتاي مهنة الطب لبعض الوقت في تلك المدينة. في وقت لاحق أصبح طبيباً في البلاط البيزنطي. أما قبره المزعوم الذي ادعى فيركوفيتش اكتشافه في القرم فيتضح زيفه.